# Нолан (округ, Техас)
Шаблон:StateAbbr_ 32°19′ пн. ш. 100°24′ зх. д. / 32.31° пн. ш. 100.4° зх. д.
Округ Нолан (англ. Nolan County) — округ (графство) у штаті Техас, США. Ідентифікатор округу 48353.

## Історія
Округ утворений 1881 року.

## Демографія
За даними перепису 2000 року загальне населення округу становило 15802 осіб, зокрема міського населення було 11205, а сільського — 4597. Серед мешканців округу чоловіків було 7687, а жінок — 8115. В окрузі було 6170 домогосподарств, 4288 родин, які мешкали в 7112 будинках. Середній розмір родини становив 3,01.
Віковий розподіл населення поданий у таблиці:
| Стать    | До 15 років | 15-21 | 22-29 | 30-39 | 40-49 | 50-65 | 65-85 | Понад 85 |
| -------- | ----------- | ----- | ----- | ----- | ----- | ----- | ----- | -------- |
| Чоловіки | 1747        | 922   | 637   | 961   | 1142  | 1204  | 959   | 115      |
| Жінки    | 1737        | 760   | 726   | 974   | 1134  | 1273  | 1267  | 244      |

## Суміжні округи
- Фішер — північ
- Тейлор — схід
- Раннелс — південний схід
- Коук — південь
- Мітчелл — захід

## Виноски
1. ↑  Texas State Historical Association, Barkley R. R., Tyler R. C. Handbook of Texas — Texas State Historical Association, 1952. — ISBN 978-0-87611-151-2
2. ↑  U.S. Decennial Census. United States Census Bureau. Процитовано 5 травня 2015.
3. ↑  Texas Almanac: Population History of Counties from 1850–2010 (PDF). Texas Almanac. Процитовано 5 травня 2015.
4. ↑  State & County QuickFacts. United States Census Bureau. Архів оригіналу за 18 жовтня 2011. Процитовано 22 грудня 2013.(англ.) Наведено за англійською вікіпедією.
5. ↑  American FactFinder. Бюро перепису населення США. Архів оригіналу за 26 лютого 2012. Процитовано 31 січня 2008.

| США | Це незавершена стаття з географії США. Ви можете допомогти проєкту, виправивши або дописавши її. |